# مت واسگرسیان
مت واسگرسیان (انگلیسی: Matt Vasgersian؛ زادهٔ ۲۸ سپتامبر ۱۹۶۷) مجری تلویزیونی ارمنی‌تبار اهل ایالات متحده آمریکا است. گوینده رقابتهای ورزشی، در گذشته او به عنوان خبرنگار رقابت‌های ملی فوتبال را با فاکس اسپورت پوشش می‌داد، همچنین با NBC ورزشی بازی‌های المپیک را و همچنین برای رقابت‌های ورزشی کوتاه مدت در XFL خدمت کرده‌است. او سابقاً به عنوان گوینده رقابت‌های میلواکی بریورز و ساندیگو پیدرس شناخته‌می‌شد.